# Mã Thừa Nguyên
Mã Thừa Nguyên (tiếng Trung: 马承源; tiếng Trung: Mǎ Chéngyuán; 3 tháng 11 năm 1927 – 25 tháng 9 năm 2004) là một nhà khảo cổ học, nhà kim thạch học, và từng là chủ tịch của Bảo tàng Thượng Hải. Ông được ghi nhận là người đã bảo vệ những hiện vật vô giá khỏi bị phá hủy trong thời kỳ Cách mạng Văn hóa, đồng thời là người có công gây quỹ và hỗ trợ cho việc xây dựng lại Bảo tàng Thượng Hải. Ông là một trong những chủ nhân của Giải thưởng John D. Rockefeller III, và đã được đích thân Tổng thống Pháp Jacques Chirac trao tặng Huân chương Bắc đẩu Bội tinh.
Mã là một chuyên gia về đồ đồng cổ của Trung Quốc và đã xuất bản hơn 80 cuốn sách cùng tài liệu học thuật, bao gồm bộ bách khoa toàn thư 16 tập về đồ đồng. Ông chịu trách nhiệm khôi phục những di vật cổ bao gồm bộ biên chung Tấn Hầu Tô và các thẻ tre thời Chiến Quốc, hiện được Trung Quốc xem là bảo vật quốc gia.

## Đầu đời và sự nghiệp
Mã Thừa Nguyên sinh ngày 3 tháng 11 năm 1927 tại Thượng Hải. Năm 1946, ông gia nhập chi bộ ngầm của Đảng Cộng sản Trung Quốc. Năm 1951, ông tốt nghiệp khoa lịch sử của Đại học Đại Hạ, tiền thân Đại học Sư phạm Hoa Đông. Ông từng làm việc cho sở giáo dục của chính quyền thành phố Thượng Hải trước khi gia nhập Bảo tàng Thượng Hải vào năm 1954. Ban đầu Mã được bổ nhiệm làm quản lý và bí thư Đảng Cộng sản của bảo tàng, nhưng ông đã từ chức vào năm 1956 để tập trung vào công việc học thuật, và sau đó trở thành giám đốc bộ phận nghiên cứu đồ đồng.

## Cách mạng Văn hóa
Khi Cách mạng Văn hóa bùng nổ vào năm 1966, Chủ tịch Mao Trạch Đông kêu gọi tiêu diệt Tứ Cựu, dẫn đến việc Hồng vệ binh xông vào nhà dân để phá hủy các di tích của Trung Quốc thời tiền Cộng sản. Những nhà sưu tập Thượng Hải trong cơn tuyệt vọng đã tìm cách bảo vệ đồ cổ của họ tại Bảo tàng Thượng Hải, và Mã phải ngủ trong văn phòng của mình để nhận điện thoại và cắt cử nhân viên canh giữ bảo tàng suốt ngày đêm.
Ban đầu, Mã ngăn không cho Hồng vệ binh tiến vào bảo tàng bằng cách tổ chức nhân viên của mình thành Hồng vệ binh giả. Đồng thời, ông cho sơn các khẩu hiệu chủ nghĩa Mao lên tủ trưng bày để bảo vệ các di tích. Tuy nhiên, một số nhân viên của ông đã sớm bị cuốn theo sự cuồng nhiệt của cách mạng. Một phe cực đoan gồm các nhân viên bảo tàng đã bắt giữ Mã cùng với các quan chức cấp cao khác và giam ông trong nhà kho suốt 9 tháng. Trong nỗ lực ép các quan chức phải thú nhận là "kẻ phản bội", những kẻ cực đoan liên tục nhấc lên và thả họ xuống sàn đá cẩm thạch. Một số đồng nghiệp của Mã đã thiệt mạng. Ông vẫn sống sót sau cuộc tra tấn và bị đưa đến trại lao động ở tỉnh Hồ Bắc trong vòng 5 năm.
Năm 1972, sau chuyến thăm lịch sử của Tổng thống Mỹ Richard Nixon tới Trung Quốc, Mã được đưa trở lại Thượng Hải để giúp tổ chức một cuộc triển lãm các kho báu khảo cổ tại Hoa Kỳ. Cách mạng Văn hóa kết thúc sau cái chết của Mao năm 1976.

## Xây dựng lại Bảo tàng Thượng Hải

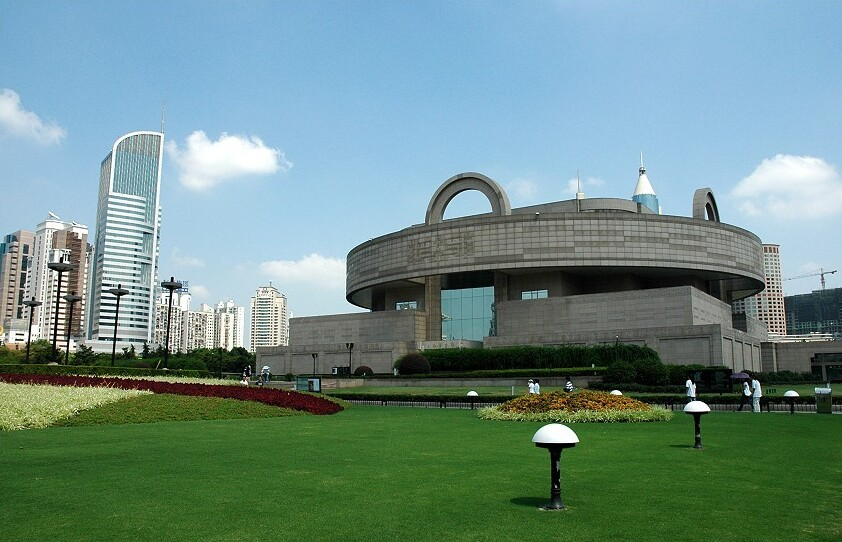
Bảo tàng Thượng Hải

Năm 1985, Mã được bổ nhiệm làm giám đốc Bảo tàng Thượng Hải. Khi bảo tàng bị loại khỏi kế hoạch tái thiết 5 năm của thành phố vào năm 1992, Mã đã vận động thị trưởng Hoàng Cúc xây dựng lại bảo tàng. Sau khi nhìn thấy những căn phòng đổ nát của tòa nhà Zhonghui, nơi đặt bảo tàng khi đó, Hoàng đã đồng ý giao một vị trí đắc địa tại Quảng trường Nhân dân, nhưng bảo tàng phải tự gây quỹ xây dựng. Mã huy động được 25 triệu đô la Mỹ bằng cách cho một nhà phát triển Hồng Kông thuê tòa nhà cũ. Ông cũng thực hiện nhiều chuyến đi sang nước ngoài để kêu gọi đóng góp, chủ yếu là từ cộng đồng người Thượng Hải trốn sang Hồng Kông sau cuộc cách mạng Cộng sản, quyên góp thêm được 10 triệu đô la Mỹ. Số tiền ấy vẫn không đủ nhưng cuối cùng ông đã thuyết phục được chính quyền thành phố cấp thêm 140 triệu Nhân dân tệ để hoàn thiện tòa nhà.
Bảo tàng mở cửa trở lại vào ngày 12 tháng 10 năm 1996 với sự hoan nghênh rộng rãi, và danh tiếng của Mã đã lan ra quốc tế. Ông được nhận Giải thưởng John D. Rockefeller III của Hội đồng Văn hóa Châu Á vào năm đó. Tổng thống Pháp Jacques Chirac cũng trao tặng cho Mã Huân chương Bắc Đẩu Bội tinh vào năm 1998, và mời ông đi cùng Chủ tịch Trung Quốc Giang Trạch Dân đến dùng riêng bữa tối với mình tại Pháp. Tờ South China Morning Post của Hồng Kông bình luận rằng Mã dường như đã tự mình "hiện thực hoá [Bảo tàng Thượng Hải]".

## Khôi phục những di tích văn hóa

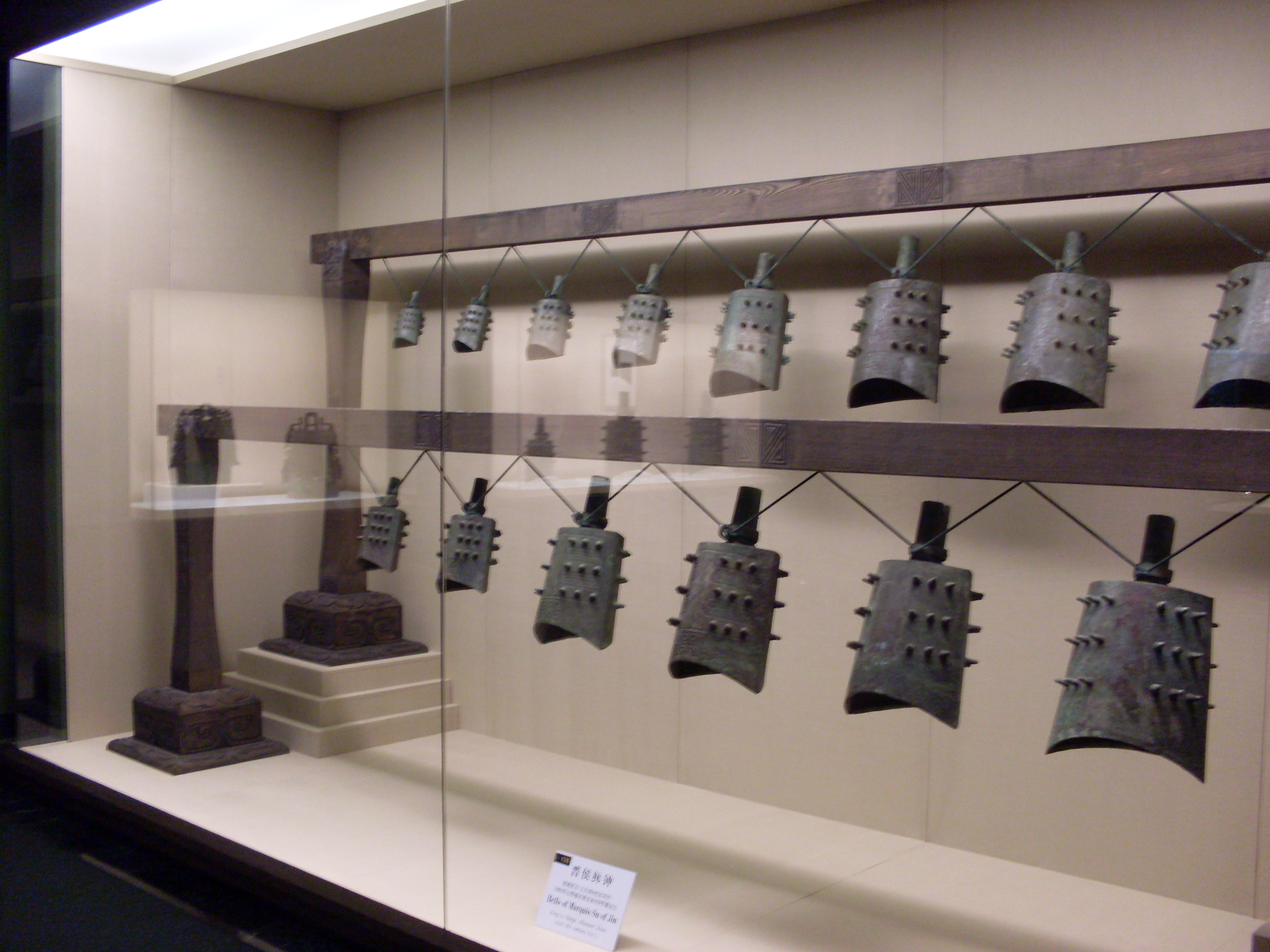
Bộ biên chung Tấn Hầu Tô từng bị cướp và buôn lậu ra khỏi Trung Quốc đã được Mã Thừa Nguyên tìm thấy và mua lại.

Sau khi Trung Quốc mở cửa từ những năm 1980, nạn cướp mộ diễn ra tràn lan, nhiều cổ vật bị cướp và buôn lậu qua biên giới sang Hồng Kông. Mã Thừa Nguyên đã tích cực thu hồi nhiều mặt hàng từ chợ đồ cổ Hồng Kông. Năm 1992, ông mua lại bộ biên chung Tấn Hầu Tô (晉侯穌鐘) 3.000 năm tuổi, được chính phủ Trung Quốc liệt vào danh sách 64 bảo vật quốc gia đầu tiên bị cấm trưng bày ở nước ngoài vào năm 2002.
Năm 1994, Mã đã phục hồi được hơn 1.200 thẻ tre Kinh Sở thời Chiến Quốc, ngày nay gọi là thẻ tre của Bảo tàng Thượng Hải. Một số văn bản cổ được viết trên các thẻ, bao gồm Khổng Tử thi luận (孔子诗论), một bài luận chưa được biết đến trước đây về Kinh Thi Nho giáo, được cho là của chính Khổng Tử. Phát hiện này gây nên  chấn động trong giới học thuật và các văn bản này đã trở thành chủ đề nghiên cứu chuyên sâu của nhiều học giả, bao gồm cả chính Mã.

## Học thuật
Mã là chuyên gia về đồ đồng cổ Trung Quốc. Ông đã xuất bản hơn 80 cuốn sách cùng tài liệu học thuật về đề tài này. Quyển Ancient Chinese Bronzes của Mã, phát hành bản tiếng Anh bởi Nhà xuất bản Đại học Oxford (ISBN 9780195837957), có ảnh hưởng lớn và được sử dụng rộng rãi làm sách giáo khoa đại học. Bộ bách khoa toàn thư gồm 16 tập của ông, Trung Quốc thanh đồng khí toàn tập (中国青铜器全集, "Đồ đồng Trung Quốc toàn tập"), là cuốn sách toàn diện nhất về đồ đồng Trung Quốc từng được xuất bản. Mã cũng là tổng biên tập của Thượng Hải bác vật quán tàng Chiến Quốc Sở trúc thư (上海博物馆藏战国楚竹书, "Thẻ tre nước Sở thời Chiến Quốc của Bảo tàng Thượng Hải"), một nghiên cứu đột phá về các thẻ tre thời Chiến Quốc do chính ông phục hồi. Những cuốn sách khác mà ông đã xuất bản bao gồm Trung Quốc thanh đồng khí nghiên cứu (中国青铜器研究, "Nghiên cứu về đồ đồng Trung Quốc"), một tuyển tập gồm 40 bài báo học thuật của ông, Ngưỡng Thiều văn hóa đích thải đào (仰韶文化的彩陶, "Gốm sứ màu của văn hóa Ngưỡng Thiều"), và Thương Chu thanh đồng khí minh văn tuyển (商周青铜器铭文选, "Những bản khắc bằng đồng chọn lọc của các triều đại nhà Thương và nhà Chu").
Ngoài chức vụ chính là giám đốc Bảo tàng Thượng Hải, Mã còn giảng dạy với tư cách là giáo sư bán thời gian tại Đại học Sư phạm Hoa Đông và Đại học Phúc Đán. Ông cũng là thành viên hội đồng của Hiệp hội Khảo cổ học Trung Quốc và phó chủ tịch Hiệp hội Bảo tàng Trung Quốc.

## Giải nghệ và tự sát
Dù đã nghỉ hưu năm vào 1999, Mã vẫn làm cố vấn cho Bảo tàng Thượng Hải. Tuy nhiên, ông lại có những mâu thuẫn ngày càng gay gắt với ban lãnh đạo mới. Ông bị buộc tội lạm dụng 250.000 đô la Mỹ do một nhà sưu tập người Mỹ gốc Hoa quyên góp, nhưng một cuộc điều tra sau đó đã chứng minh sự trong sạch của ông. Cũng có tin đồn rằng một số thẻ tre cổ mà ông mua với số tiền lớn từ công quỹ là hàng giả.
Trong những năm cuối đời, Mã được cho là đã mắc bệnh cao huyết áp và gặp các vấn đề về thận, nhưng ông vẫn tuân theo kỹ càng lời khuyên của bác sĩ. Người ta cũng nói rằng ông bị trầm cảm và đã tự sát vào ngày 25 tháng 9 năm 2004. Báo chí chính thống ở Trung Quốc đưa tin về cái chết của ông nhưng ban đầu không tiết lộ nguyên nhân. Khi Tổng thống Chirac tổ chức chuyến thăm Thượng Hải vào tháng 10, ông nhất quyết đòi gặp Mã mà không hay biết rằng Mã đã qua đời.

## Cuộc sống cá nhân
Mã Thừa Nguyên kết hôn với Chen Zhiwu (tiếng Trung: 陈识吾). Họ có một cô con gái sống ở Úc. Trước khi qua đời, ông đã mời con gái đến Thượng Hải ở cùng mình hai tuần. Ông tự tử ba ngày sau khi con gái trở về Úc.